# ツルシロカネソウ
ツルシロカネソウ（蔓白銀草）はキンポウゲ科シロカネソウ属の多年草。単にシロカネソウ（白銀草）とも呼ばれる。高さ10〜20cm、花期は4〜5月で、本州の低山帯に生育する。